# تایسون سلیوان
تایسون سلیوان (به انگلیسی: Tyson Sullivan) بازیگر آمریکایی است.
از فیلم‌های معروف او می‌توان به بازی در فیلم سرقت اشاره کرد.